# Tumultos na CPTM em 1996
Os tumultos na CPTM em 1996 foram uma série de distúrbios civis ocorridos entre 30 de setembro e 16 de outubro de 1996 no sistema de trens suburbanos da Região Metropolitana de São Paulo, no estado homônimo brasileiro. Em 14 de outubro, ocorreu o mais grave deles, quando uma pane no sistema de trens da então Linha A–Marrom desencadeou uma manifestação de passageiros descontentes com a qualidade do serviço, que posteriormente destruiriam sete estações e dois trens, gerando um prejuízo aproximado de R$ 39 milhões e mobilizando o maior aparato policial contra distúrbios na cidade desde os tumultos de desempregados ocorridos em 4 e 5 de abril de 1983. Por conta da destruição, a CPTM fechou treze estações por seis meses para reformas, afetando cerca de 60 mil passageiros.

## Antecedentes

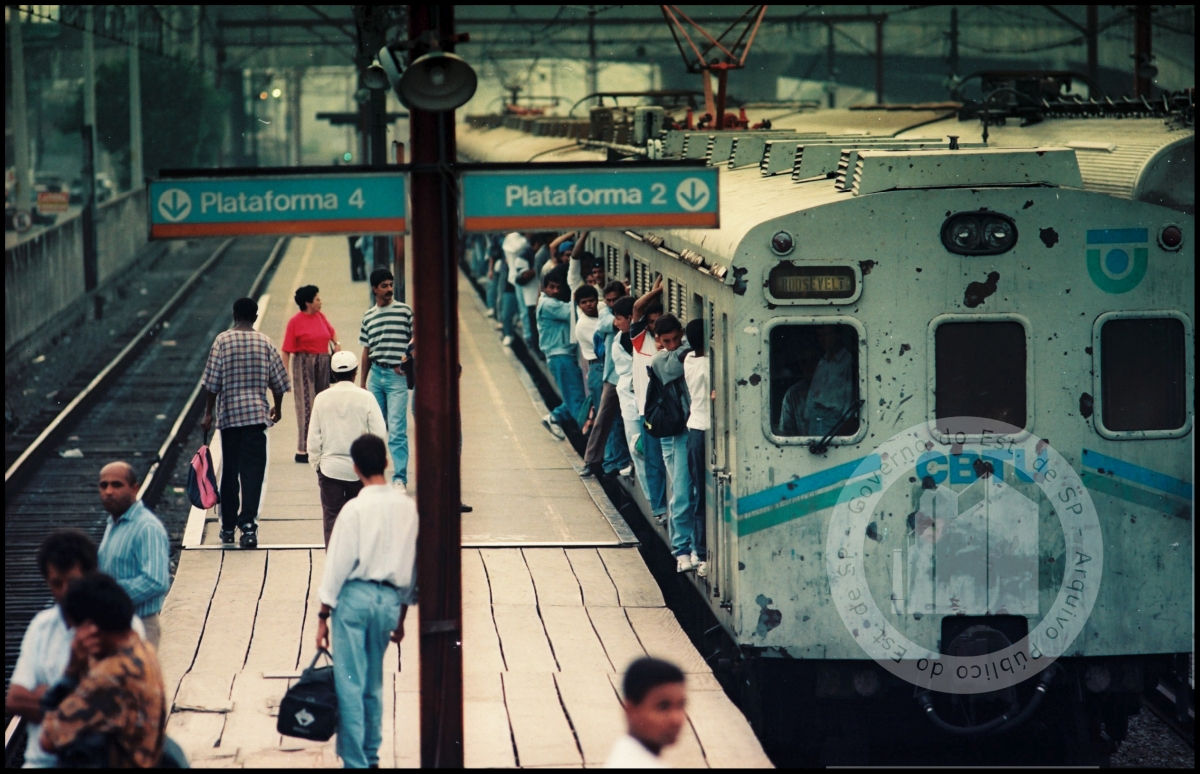
Trem da Linha F da CPTM (ainda nas cores da CBTU) superlotado na estação Engenheiro Sebastião Gualberto, 1994.
Arquivo Público do Estado de São Paulo

Em 1996, a rede de trens suburbanos de São Paulo transportava 835 mil passageiros por dia. As condições do sistema, porém, eram precárias: superlotação, surfe ferroviário, panes, assédio contra mulheres, comércio ambulante, greves, entre outros, eram problemas enfrentados diariamente pelos passageiros, o que fomentava e tornava frequente a ocorrência de pequenos tumultos provocados pelos descontentes.
| Ano  | Passageiros Transportados | Frota Total (TUE) | Frota Disponível (TUE) | Disponibilidade da frota(%) |
| ---- | ------------------------- | ----------------- | ---------------------- | --------------------------- |
| 1994 | 245 197 000               | 179               | 117                    | 65%                         |
| 1996 | 253 831 000               | 293               | 191                    | 65%                         |

## Tumultos de 30 de setembro

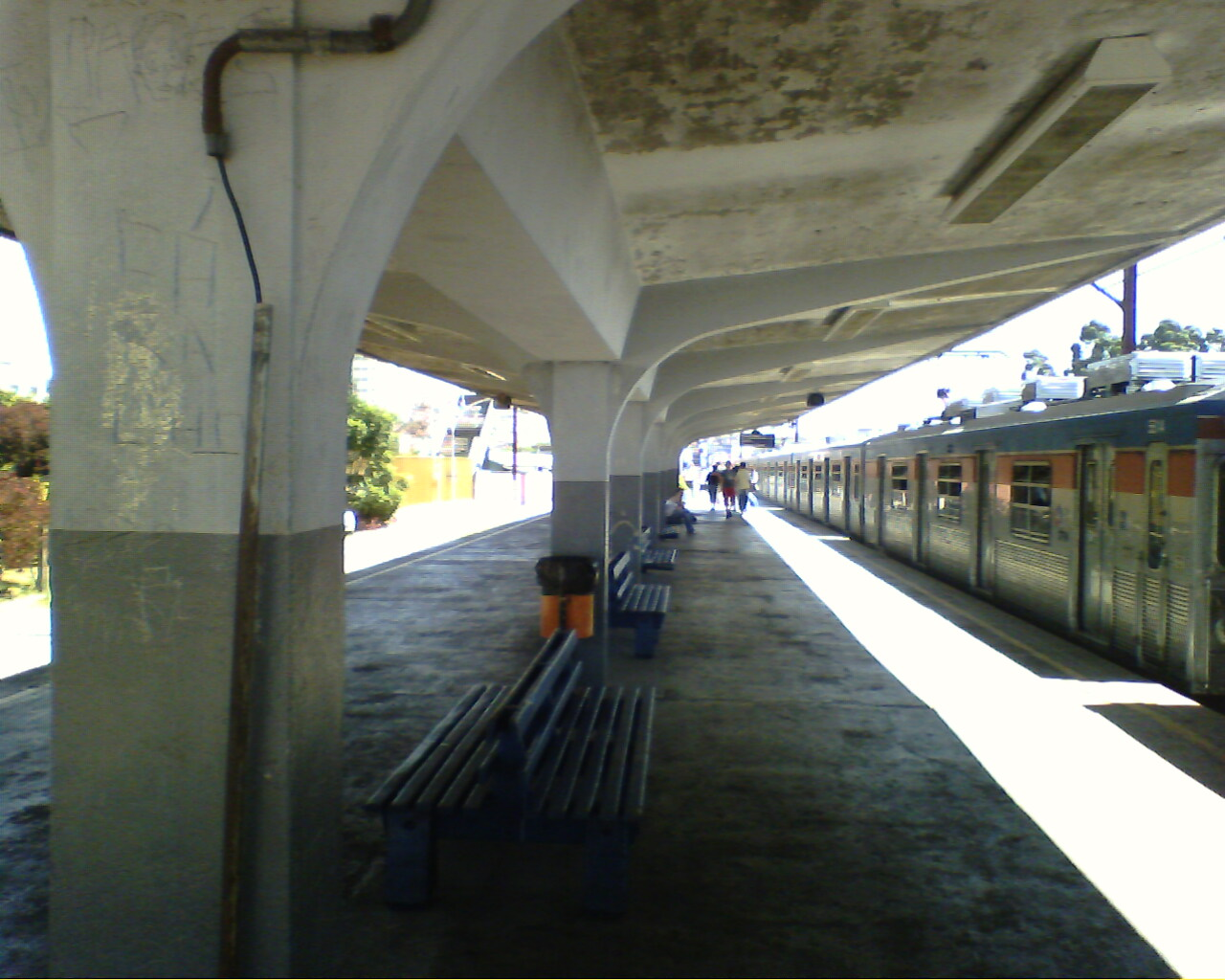
A estação de Engenheiro Goulart foi incendiada pelos passageiros em 30 de setembro

Por volta das 7h30 do dia 30 de setembro, um surfista ferroviário foi eletrocutado quando viajava no teto de um trem na Linha F–Violeta (Roosevelt-Calmon Viana) entre as estações Engenheiro Goulart e Comendador Ermelino. Para permitir o resgate do passageiro ferido, pelos bombeiros, a CPTM desligou a energia elétrica de parte da linha.
Paralisou-se por 35 minutos a circulação de trens no trecho entre Comendador Ermelino e Engenheiro Goulart. Por volta das 8h05, passageiros de um trem estacionado na estação de Engenheiro Goulart deram início à depredação, saqueando a bilheteria e ateando fogo na estação, enquanto que na estação Comendador Ermelino, passageiros descontentes com a paralisação ateavam fogo em um trem estacionado na plataforma, destruindo-o parcialmente.
Os bombeiros controlaram as chamas por volta das 10h, enquanto que a população se dispersou após a retomada da circulação dos trens. A estação de Engenheiro Goulart foi completamente destruída, assim como um dos seis carros do trem estacionado na estação Comendador Ermelino.

## Tumultos de 11 de outubro
Na tarde de sexta-feira, 11 de outubro, um trem quebrou na estação Lapa, permanecendo estacionado na estação das 17h até as 20h30, gerando um grande atraso na circulação dos trens. Diante do problema, milhares de passageiros destruíram as bilheterias da estação.

## Tumultos de 14 de outubro

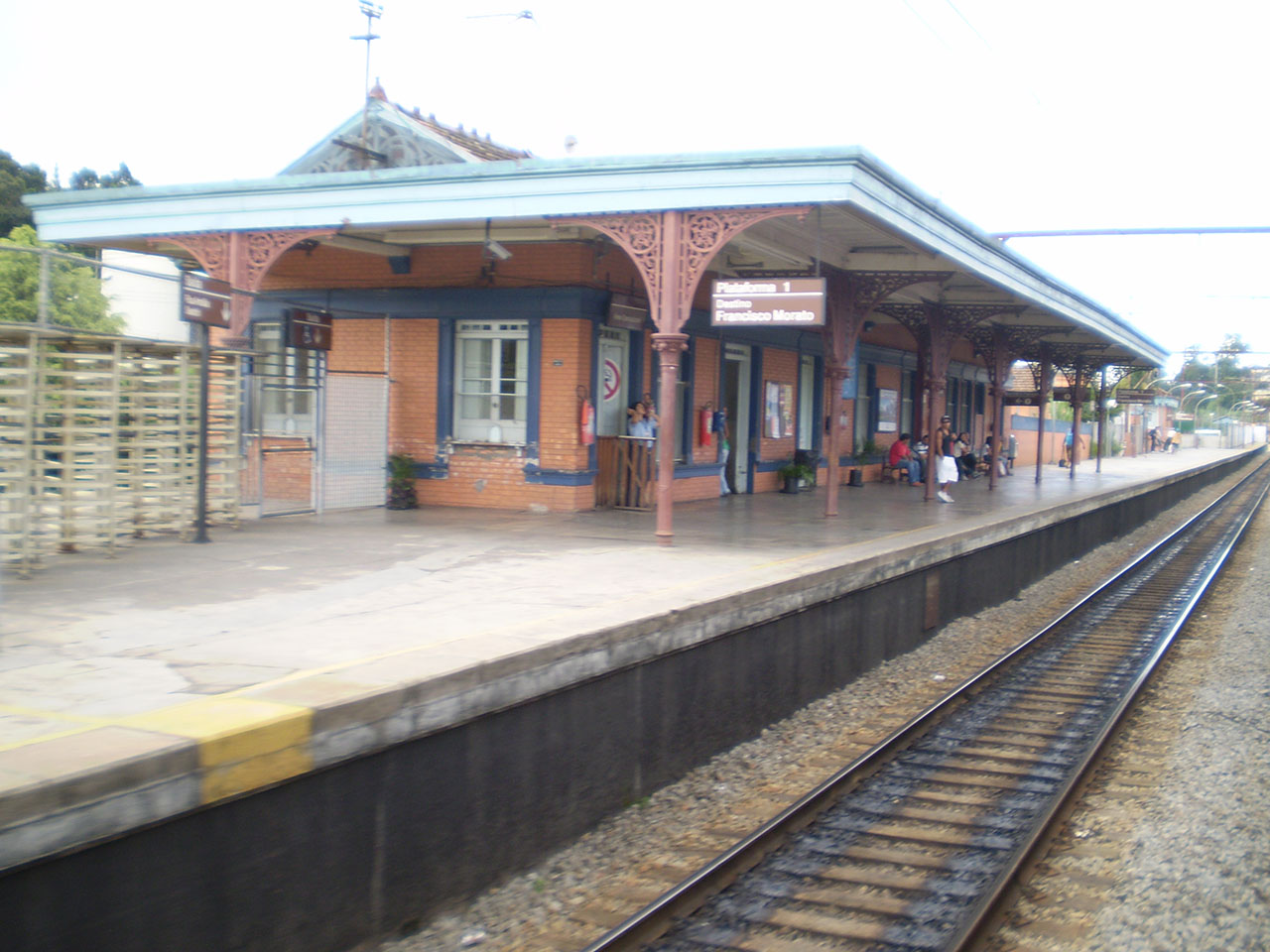
A centenária Estação Franco da Rocha seria uma das sete estações destruídas pelos passageiros durante o tumulto de 14 de outubro

Na manhã de 14 de outubro, dois trens que viajavam sentido Jundiaí foram recolhidos pelos maquinistas na Estação Francisco Morato por volta das 7h. O recolhimento dos trens havia sido motivado por conta de goteiras nas cabines dos maquinistas, que realizavam a chamada "operação padrão" (onde nenhum trem viajaria com equipamentos danificados) durante ato de reivindicação sindical. Tal procedimento causou um atraso de 30 minutos na circulação dos trens e superlotou as demais composições com destino à Estação da Luz. O primeiro trem que havia partido superlotado de Francisco Morato com destino a Luz, às 7h30, sofreria uma pane entre as estações Jaraguá e Perus, sendo obrigado a retornar a esta última, na qual os passageiros precisaram desembarcar e aguardar o trem seguinte.
Por volta das 8h, cerca de 500 pessoas se aglomeravam na Estação Perus, quando foi iniciado um tumulto que resultou na completa depredação da estação e no incêndio de um trem. Esse tumulto causou a paralisação total da Linha A–Marrom (Luz-Jundiaí), prejudicando passageiros que aguardavam trens nas demais estações da linha. O tumulto se repetiu nas estações de Francisco Morato, Baltazar Fidélis, Franco da Rocha, Caieiras, Jaraguá e Vila Clarice que foram saqueadas e severamente depredadas, enquanto que poucos policiais assistiram a tudo, sem poder conter a grande multidão que participava das ações. O tumulto foi contido apenas às 11h com a chegada da tropa de choque nas estações depredadas. Ao final do dia, foram contabilizados pela CPTM prejuízos de R$ 39 milhões.

## Tumultos de 16 de outubro
Na manhã de 16 de outubro, centenas de passageiros ameaçaram depredar as estações de Itaquaquecetuba, Manoel Feio e Aracaré, sendo impedidos pela polícia.
Um trem que havia partido da Estação Roosevelt rumo a Mogi das Cruzes sofreu uma pane elétrica nas proximidades da estação Itaquera, tendo sido retirado de serviço às 19h10. Cerca de 2400 passageiros desembarcaram na plataforma da estação Itaquera devido à avaria.
Após não conseguirem embarcar em dois trens que passariam posteriormente na estação, parte dos passageiros incendiaria três dos carros do trem que havia quebrado e estava sendo removido para a oficina. Funcionários da CPTM que tentavam combater o incêndio foram impedidos pelos passageiros. As chamas destruíram completamente três dos seis carros do trem depredado. A chegada da polícia e dos bombeiros encerraria o tumulto por volta das 20h.

## Consequências

As estações Francisco Morato, Baltazar Fidélis, Franco da Rocha, Caieiras, Perus, Jaraguá e Vila Clarice foram destruídas após quase 3 horas de tumulto, obrigando a CPTM a interditar o trecho Piqueri-Jundiaí da Linha A por 6 meses

Os tumultos e manifestações foram liderados por jovens moradores das regiões periféricas de São Paulo, descontentes com as condições do transporte. O Movimento em Defesa dos Ferroviários, organização sindical que havia iniciado a manifestação que resultou no tumulto não era reconhecido pelo Ministério do Trabalho e foi dissolvido pouco tempo depois.
As condições precárias da Linha A obrigaram a CPTM a fechar por seis meses um trecho de 49 km entre as estações Piqueri e Jundiaí. Da frota de 23 trens que prestavam serviços na linha, 13 operavam em condições precárias. Após investigação aberta pelo Ministério Público Estadual, o Governo do Estado de São Paulo e a CPTM foram obrigados a realizar uma reforma emergencial nas estações desse trecho, que foram reabertas apenas no ano seguinte, enquanto que 22 trens da série 1100 foram reformados pela indústria nacional, sendo entregues no ano de 1997.

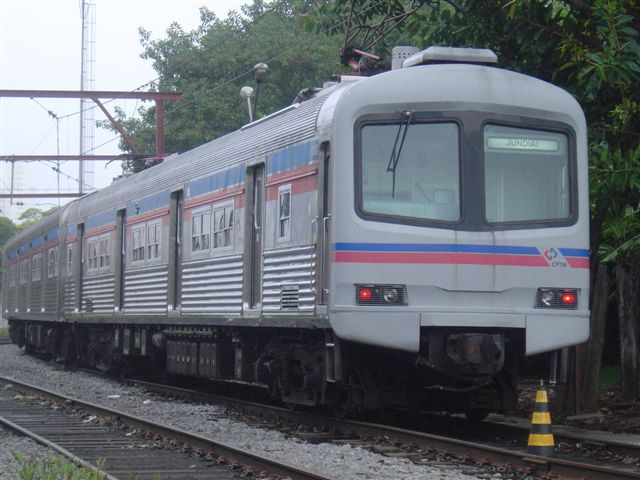
Trem da série 1100, reformado em 1997

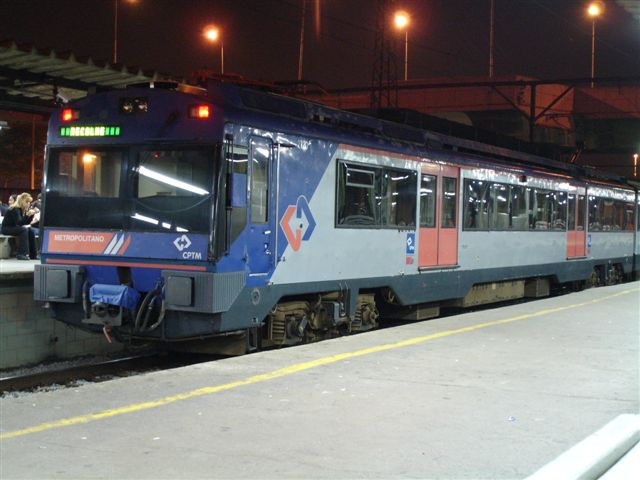
Trem da série 2100 adquirido da RENFE em 1997

Em 1996, da frota de 293 trens que operava nas seis linhas da CPTM, apenas 191 tinham condições de circular (representado cerca de 65% da frota).
Para ampliar a frota, foram adquiridos sem licitação 24 trens usados da empresa espanhola Renfe, embora essa aquisição tenha sido contestada por membros do Tribunal de Contas do Estado de São Paulo. Após entrarem em serviço na Linha E–Laranja (Roosevelt-Estudantes), esses trens foram depredados, obrigando a CPTM a transferi-los para as linhas C–Celeste (Osasco-Jurubatuba) e D–Bege (Luz-Paranapiacaba). Para diminuir os tumultos, a CPTM contratou emergencialmente e sem licitação, a empresa Tejofran para realizar serviços de segurança patrimonial e limpeza nas estações. A Tejofran era uma empresa de propriedade de Antônio Dias Felipe, que possuía amizade com o governador Mário Covas (sendo padrinho de casamento de um de seus filhos), despertando suspeitas de favorecimento.
Quase um ano depois dos tumultos, em 8 de julho de 1997, a queda de cabos da rede elétrica dos trens nas proximidades da Estação Perus paralisou parte do tráfego da Linha A por volta das 23h45. Revoltados com a demora dos trens, centenas de passageiros iniciaram a depredação da estação Pirituba, sendo violentamente repelidos pela Polícia Militar.
Alguns anos depois, ocorreu o desastre de Perus, no qual uma pane elétrica causaria o choque entre dois trens, deixando um saldo de 9 mortos e 115 feridos.
Após reformas emergenciais e a aquisição de novos trens, as panes diminuíram, assim como os tumultos, que se tornaram esporádicos nos anos seguintes. Com o passar dos anos, o número de passageiros cresceu, de forma que os problemas decorrentes da superlotação voltaram a ocorrer, ainda que sem a mesma intensidade e prejuízos de outrora.

## Na cultura popular
Em 1997, o grupo de rap RZO lançou o álbum O Trem, cuja música tema denunciava as condições precárias do transporte nas linhas da CPTM.